# Альмади
Альмади́ (фр. Pointe des Almadies) — мыс на полуострове Зелёный Мыс в Сенегале в черте его столицы Дакара. Самая западная точка Африки.
Берега мыса абразионно-бухтовые.

## История
Посещался финикийцами в VII—VI веках до нашей эры, из европейцев впервые достигнут португальским мореплавателем Динишем Диашом в 1444 году (по другим данным в 1445).